# Mistrzostwa Polski w Biathlonie 2013
46. Mistrzostwa Polski w biathlonie 2013 odbyły się w dniach 27-30 grudnia 2012 oraz 21-23 marca 2013 w Jakuszycach.

## Mężczyźni

### Sprint
- Dystans: 10 km
- Data: 28 grudnia 2012
- Wyniki:[1]

| Pozycja | Zawodnik              | Klub                             | Pudła | Wynik   | Strata  |
| ------- | --------------------- | -------------------------------- | ----- | ------- | ------- |
| złoto   | Łukasz Słonina        | AZS AWF Wrocław                  | 0+0   | 27:18,1 | -       |
| srebro  | Łukasz Szczurek       | BKS WP-Kościelisko               | 1+3   | 28:07,7 | +49,6   |
| brąz    | Grzegorz Guzik        | BLKS Żywiec                      | 2+1   | 28:54,1 | +1:36,0 |
| 4.      | Rafał Lepel           | AZS AWF Katowice                 | 1+1   | 29:58,0 | +1:39,9 |
| 5.      | Maciej Nędza-Kubiniec | BKS WP-Kościelisko               | 0+0   | 29:01,5 | +1:43,4 |
| 6.      | Mateusz Janik         | UKN Melafir Czarny Bór           | 1+2   | 29:19,4 | +2:01,3 |
| 7.      | Adam Kwak             | BKS WP-Kościelisko               | 2+3   | 29:22,5 | +2:04,4 |
| 8.      | Jakub Topór           | BKS WP-Kościelisko /SMS Zakopane | 0+2   | 29:27,8 | +2:09,7 |
| 9.      | Kamil Cymerman        | BLKS Żywiec                      | 1+3   | 29:32,9 | +2:14,8 |
| 10.     | Przemysław Sobies     | AZS AWF Wrocław                  | 1+2   | 29:33,9 | +2:15,8 |

### Bieg pościgowy
- Dystans: 12,5 km
- Data: 29 grudnia 2012
- Wyniki:[2]

| Pozycja | Zawodnik            | Klub                             | Pudła        | Wynik   | Strata  |
| ------- | ------------------- | -------------------------------- | ------------ | ------- | ------- |
| złoto   | Łukasz Szczurek     | BKS WP-Kościelisko               | 6 (1+0+4+1)  | 38:44,3 | -       |
| srebro  | Krzysztof Pływaczyk | BKS WP-Kościelisko               | 1 (0+0+1+0)  | 39:08,0 | +23,7   |
| brąz    | Rafał Lepel         | AZS AWF Katowice                 | 4 (0+2+1+1)  | 39:26,2 | +41,9   |
| 4.      | Łukasz Słonina      | AZS AWF Wrocław                  | 6 (1+1+2+2)  | 39:48,3 | +1:04,0 |
| 5.      | Grzegorz Guzik      | BLKS Żywiec                      | 5 (0+3+2+0)  | 40:37,4 | +1:53,1 |
| 6.      | Adam Kwak           | BKS WP-Kościelisko               | 9 (3+2+2+2)  | 42:45,0 | +4:00,7 |
| 7.      | Mateusz Janik       | UKN Melafir Czarny Bór           | 5 (0+2+1+2)  | 43:11,4 | +4:27,1 |
| 8.      | Grzegorz Bril       | AZS AWF Katowice                 | 9 (1+2+4+2)  | 43:38,7 | +4:54,4 |
| 9.      | Kamil Cymerman      | BLKS Żywiec                      | 10 (1+2+3+4) | 44:17,2 | +5:32,9 |
| 10.     | Jakub Topór         | BKS WP-Kościelisko /SMS Zakopane | 8 (1+2+3+2)  | 24:39,3 | +5:55,0 |

### Bieg masowy
- Dystans: 15 km
- Data: 23 marca 2013
- Wyniki:[3]

| Pozycja | Zawodnik               | Klub                        | Pudła | Wynik | Strata |
| ------- | ---------------------- | --------------------------- | ----- | ----- | ------ |
| złoto   | Krzysztof Pływaczyk    | BKS-WP Kościelisko          |       |       |        |
| srebro  | Grzegorz Bril          | AZS AWF Katowice            |       |       |        |
| brąz    | Łukasz Szczurek        | BKS-WP Kościelisko          |       |       |        |
| 4.      | Adam Kwak              | BKS-WP Kościelisko          |       |       |        |
| 5.      | Grzegorz Guzik         | BLKS Żywiec                 |       |       |        |
| 6.      | Andrzej Nędza-Kubiniec | BKS-WP Kościelisko          |       |       |        |
| 7.      | Patryk Dąbrowski       | Melafir Czarny Bór          |       |       |        |
| 8.      | Krzysztof Guzik        | BLKS Żywiec                 |       |       |        |
| 9.      | Mateusz Zawół          | MKS Karkonosze Jelenia Góra |       |       |        |
| 10.     | Mateusz Janik          | Melafir Czarny Bór          |       |       |        |

### Bieg indywidualny
- Dystans: 20 km
- Data: 22 marca 2013
- Wyniki:[4]

| Pozycja | Zawodnik               | Klub                        | Pudła | Wynik | Strata |
| ------- | ---------------------- | --------------------------- | ----- | ----- | ------ |
| złoto   | Krzysztof Pływaczyk    | BKS-WP Koscielisko          |       |       |        |
| srebro  | Łukasz Szczurek        | BKS-WP Kościelisko          |       |       |        |
| brąz    | Mateusz Zawół          | MKS Karkonosze Jelenia Góra |       |       |        |
| 4.      | Grzegorz Jakubowicz    | BKS-WP Kościelisko          |       |       |        |
| 5.      | Grzegorz Bril          | AZS AWF Katowice            |       |       |        |
| 6.      | Andrzej Nędza-Kubiniec | BKS-WP Kościelisko          |       |       |        |
| 7.      | Patryk Czakon          | AZS AWF Katowice            |       |       |        |
| 8.      | Grzegorz Guzik         | BLKS Żywiec                 |       |       |        |
| 9.      | Adam Kwak              | BKS-WP Kościelisko          |       |       |        |
| 10.     | Maciej Nędza-Kubiniec  | BKS-WP Kościelisko          |       |       |        |

### Sztafeta
- Dystans: 4x7,5 km
- Data: 30 grudnia 2012
- Wyniki:[5]

| Pozycja | Klub                        | Zawodnicy                                                               | Pudła | Wynik     | Strata   |
| ------- | --------------------------- | ----------------------------------------------------------------------- | ----- | --------- | -------- |
| złoto   | BKS WP Kościelisko II       | Adam Kwak Łukasz Szczurek Grzegorz Jakubowicz Krzysztof Pływaczyk       | 5+13  | 1:30:47,9 | -        |
| srebro  | UKN Melafir Czarny Bór      | Patryk Dąbrowski Bartłomiej Filip Mateusz Janik Mariusz Wtorek          | 0+12  | 1:34:11,2 | +3:23,3  |
| brąz    | AZS AWF Wrocław             | Łukasz Pancerz Przemysław Sobies Mateusz Stec Łukasz Słonina            | 7+20  | 1:35:31,1 | +4:43,2  |
| 4.      | BLKS Żywiec                 | Kamil Cymerman Krzysztof Guzik Szymon Najzer Grzegorz Guzik             | 8+17  | 1:35:40,5 | +4:52,6  |
| 5.      | AZS AWF Katowice            | Mateusz Wieczorek Rafał Lepel Aleksander Piech Grzegorz Bril            | 7+20  | 1:37:03,7 | +6:15,8  |
| 6.      | BKS WP Kościelisko          | Maciej Nędza-Kubiniec Jakub Topór Tomasz Jakieła Andrzej Nędza-Kubiniec | 10+19 | 1:38:26,7 | +7:38,8  |
| 7.      | MKS Karkonosze Jelenia Góra | Mateusz Zawół Dariusz Krajewski Michał Michałków Mateusz Galik          | 9+18  | 1:41:02,4 | +10:14,5 |

## Kobiety

### Sprint
- Dystans: 7,5 km
- Data: 28 grudnia 2012
- Wyniki:[6]

| Pozycja | Zawodniczka       | Klub                             | Pudła | Wynik   | Strata  |
| ------- | ----------------- | -------------------------------- | ----- | ------- | ------- |
| złoto   | Magdalena Gwizdoń | BLKS Żywiec                      | 1+0   | 23:21,5 | -       |
| srebro  | Agnieszka Cyl     | MKS Karkonosze Jelenia Góra      | 0+0   | 23:34,8 | +13,3   |
| brąz    | Monika Hojnisz    | UKS Lider Katowice               | 0+1   | 24:25,9 | +1:04,4 |
| 4.      | Paulina Bobak     | AZS AWF Katowice                 | 1+0   | 24:29,9 | +1:08,4 |
| 5.      | Krystyna Pałka    | AZS AWF Katowice                 | 1+3   | 25:06,8 | +1:45,3 |
| 6.      | Patrycja Hojnisz  | AZS AWF Katowice                 | 1+1   | 26:10,7 | +2:49,2 |
| 7.      | Kinga Mitoraj     | BKS WP-Kościelisko /SMS Zakopane | 2+0   | 27:06,6 | +3:45,1 |
| 8.      | Karolina Pitoń    | BKS WP-Kościelisko               | 3+0   | 27:07,4 | +3:45,9 |
| 9.      | Magdalena Nykiel  | MKS Karkonosze Jelenia Góra      | 0+2   | 27:09,1 | +3:47,6 |
| 10.     | Monika Bandyk     | BLKS Żywiec /SMS Żywiec          | 1+0   | 27:09,4 | +3:47,9 |

### Bieg pościgowy
- Dystans: 10 km
- Data: 29 grudnia 2012
- Wyniki:[7]

| Pozycja | Zawodniczka         | Klub                             | Pudła       | Wynik   | Strata   |
| ------- | ------------------- | -------------------------------- | ----------- | ------- | -------- |
| złoto   | Magdalena Gwizdoń   | BLKS Żywiec                      | 6 (0+1+3+2) | 32:56,9 | -        |
| srebro  | Krystyna Pałka      | AZS AWF Katowice                 | 3 (0+0+1+2) | 33:24,0 | +27,1    |
| brąz    | Agnieszka Cyl       | MKS Karkonosze Jelenia Góra      | 6 (2+3+1+0) | 34:25,5 | +1:28,6  |
| 4.      | Monika Hojnisz      | UKS Lider Katowice               | 5 (0+3+2+0) | 35:50,2 | +1:53,3  |
| 5.      | Paulina Bobak       | AZS AWF Katowice                 | 7 (2+1+1+3) | 36:26,4 | +3:29,5  |
| 6.      | Patrycja Hojnisz    | AZS AWF Katowice                 | 4 (0+0+2+2) | 38:28,0 | +5:31,1  |
| 7.      | Karolina Pitoń      | BKS WP-Kościelisko               | 7 (3+2+1+1) | 42:12,4 | +9:15,5  |
| 8.      | Kinga Mitoraj       | BKS WP-Kościelisko /SMS Zakopane | 9 (2+2+3+2) | 42:24,6 | +9:25,7  |
| 9.      | Karolina Batożyńska | AZS AWF Katowice /SMS Zakopane   | 6 (2+2+0+2) | 42:42,8 | +9:43,9  |
| 10.     | Katarzyna Leja      | BKS WP-Kościelisko               | 6 (1+1+2+2) | 43:15,0 | +10:16,1 |

### Bieg masowy
- Dystans: 12,5 km
- Data: 23 marca 2013
- Wyniki:[8]

| Pozycja | Zawodniczka        | Klub                                             | Pudła | Wynik | Strata |
| ------- | ------------------ | ------------------------------------------------ | ----- | ----- | ------ |
| złoto   | Kinga Mitoraj      | BKS-WP Kościelisko                               |       |       |        |
| srebro  | Agnieszka Cyl      | MKS Karkonosze Jelenia Góra                      |       |       |        |
| brąz    | Anna Mąka          | BKS-WP Kościelisko                               |       |       |        |
| 4.      | Maria Bukowska     | BKS-WP Kościelisko                               |       |       |        |
| 5.      | Karolina Pitoń     | BKS-WP Kościelisko                               |       |       |        |
| 6.      | Magdalena Nykiel   | MKS Karkonosze Jelenia Góra                      |       |       |        |
| 7.      | Katarzyna Leja     | BKS-WP Kościelisko                               |       |       |        |
| 8.      | Beata Szymańczak   | BLKS Żywiec                                      |       |       |        |
| 9.      | Iga Kordasiewicz   | MKS Karkonosze Jelenia Góra/SMS Szklarska-Poręba |       |       |        |
| 10.     | Katarzyna Wołoszyn | MKS Karkonosze Jelenia Góra/SMS Szklarska-Poręba |       |       |        |

### Bieg indywidualny
- Dystans: 15 km
- Data: 22 marca 2013
- Wyniki:[9]

| Pozycja | Zawodniczka         | Klub                        | Pudła | Wynik | Strata |
| ------- | ------------------- | --------------------------- | ----- | ----- | ------ |
| złoto   | Agnieszka Cyl       | MKS Karkonosze Jelenia Góra |       |       |        |
| srebro  | Weronika Nowakowska | AZS AWF Katowice            |       |       |        |
| brąz    | Magdalena Gwizdoń   | BLKS Żywiec                 |       |       |        |
| 4.      | Monika Hojnisz      | Lider Katowice              |       |       |        |
| 5.      | Paulina Bobak       | AZS AWF Katowice            |       |       |        |
| 6.      | Katarzyna Leja      | BKS-WP Kościelisko          |       |       |        |
| 7.      | Anna Mąka           | BKS-WP Kościelisko          |       |       |        |
| 8.      | Maria Bukowska      | BKS-WP Kościelisko          |       |       |        |
| 9.      | Karolina Pitoń      | BKS-WP Kościelisko          |       |       |        |
| 10.     | Magdalena Nykiel    | MKS Karkonosze Jelenia Góra |       |       |        |

### Sztafeta
- Dystans: 4x6 km
- Data: 30 grudnia 2012
- Wyniki:[10]

| Pozycja | Klub                           | Zawodnicy                                                         | Pudła | Wynik     | Strata   |
| ------- | ------------------------------ | ----------------------------------------------------------------- | ----- | --------- | -------- |
| złoto   | AZS AWF Katowice               | Krystyna Pałka Karolina Batożyńska Patrycja Hojnisz Paulina Bobak | 3+16  | 1:21:30,2 | -        |
| srebro  | MKS Karkonosze Jelenia Góra    | Magdalena Nykiel Iga Kordasiewicz Kamila Buchla Agnieszka Cyl     | 0+13  | 1:24:27,7 | +2:57,5  |
| brąz    | BLKS Żywiec                    | Monika Bandyk Beata Szymańczak Anna Orawiec Magdalena Gwizdoń     | 3+18  | 1:24:32,9 | +3:02,7  |
| 4.      | BKS WP Kościelisko             | Karolina Pitoń Kinga Mitoraj Katarzyna Leja Anna Mąka             | 2+13  | 1:25:59,2 | +4:29,0  |
| 5.      | BKS WP Kościelisko II          | Maria Bukowska Beata Lassak Iwona Iwaniec Agnieszka Iwaniec       | 8+17  | 1:34:09,1 | +12:38,9 |
| 6.      | MKS Karkonosze Jelenia Góra II | Ewa Buchla Martyna Piech Urszula Żygało Katarzyna Wołoszyn        | 1+14  | 1:39:11,7 | +17:41,5 |